# Opolské knížectví
Opolské knížectví (latinsky Ducatus Opolie, polsky Księstwo opolskie, německy Herzogtum Oppeln), nazýváno v některých fázích jako Opolsko-ratibořské knížectví, bylo jedno ze slezských knížectví Horního Slezska s centrem v Opoli existující mezi lety 1173–1742.

## Historie

### Vznik knížectví (1163–1202)
Mezi lety 1163–1173 drželi Opolsko Boleslav I. Vysoký s bratrem Měškem I. Křivonohým. Po neshodách mezi bratry (každý podporoval jiného polského seniora) byl Boleslav vyhnán. Po zásahu vítězného polského seniora Kazimíra II. Spravedlivého (kterého podporoval právě Boleslav) byla mezi bratry uzavřena dohoda o rozdělení Slezska z roku 1173. Opolské knížectví připadlo Jaroslavu Opolskému, synu Boleslava Vysokého a pozdějšímu vratislavskému biskupovi. Po jeho smrti a krátké vládě Boleslava I. a Jindřicha I. Bradatého (bratr Jaroslavův) mezi léty 1201–1202 získal knížectví Měšek I.

### První Opolsko-ratibořské knížectví (1202–1281/82)
Měšek I. Křivonohý vytvořil spojením Opolska s Ratibořským knížectvím tzv. Opolsko-ratibořské knížectví. To zaniklo roku 1281 (nebo 1282) smrtí Vladislava I. Opolského, kdy bylo rozděleno mezi jeho syny. Vládcem Opolska se stal Boleslav I. Opolský. Ratibořsko bylo pod společnou vládou bratří Přemysla a Měška, kteří si jej v roce 1290 rozdělili na Ratibořsko a vyčleněné Těšínsko-Osvětimské knížectví. Za vlády Měška II. Otylého došlo k vpádu mongolských hord do Opolska. Měšek se jim pokoušel postavit v boji, dokonce se mu podařilo porazit menší tatarský oddíl, ale následně se musel stáhnout do Dolního Slezska, kde se účastnil bitvy u Lehnice.

### Opolské knížectví v letech 1281–1521

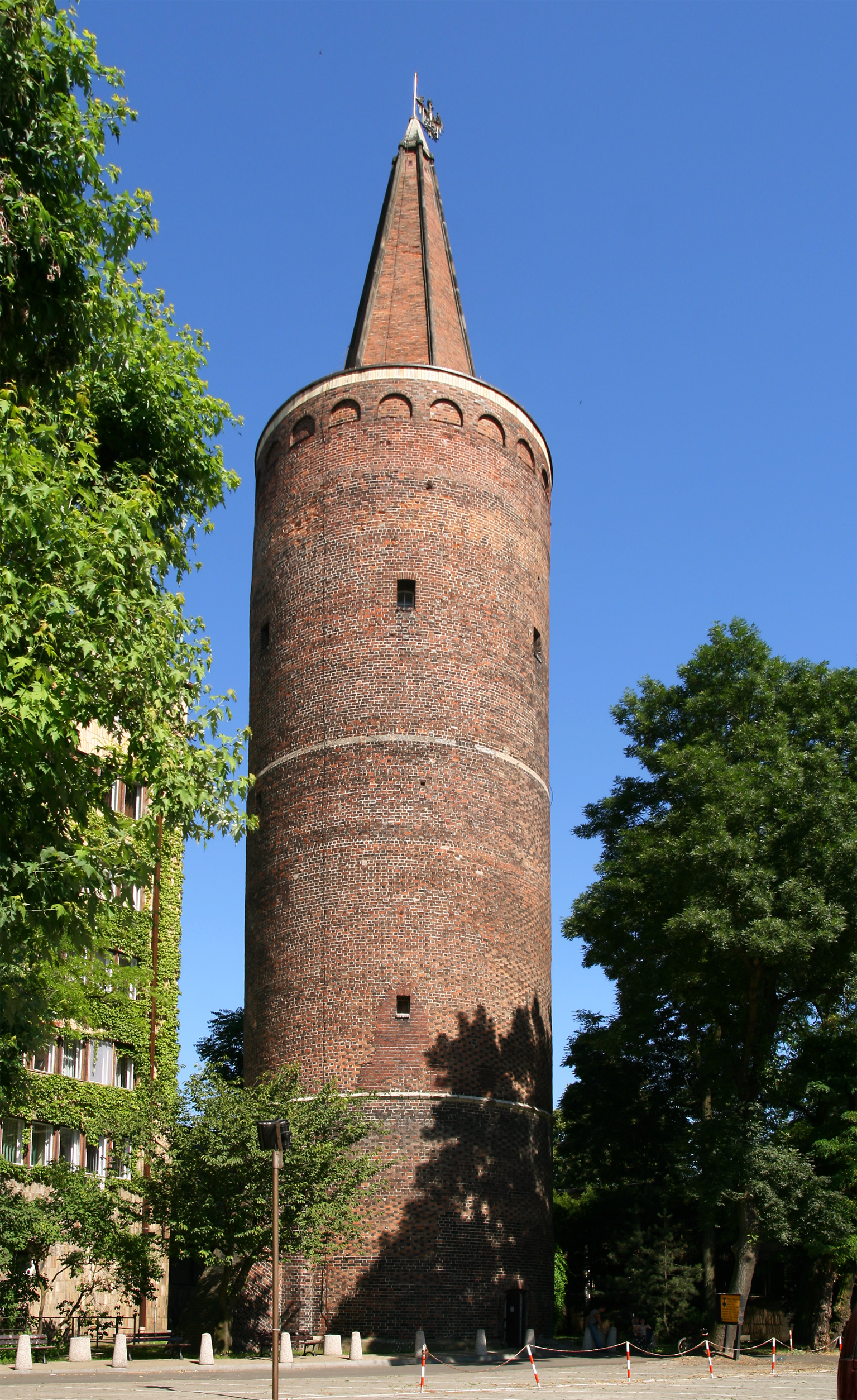
Strážní věž (postavená kolem roku 1300) v historickém centru Opolí

Po smrti Vladislava Opolského se stal vládcem Opolska Boleslav I., za jehož vlády začalo sbližování knížectví s českým státem. Toto sblížení završil stejnojmenný Boleslavův syn Boleslav II., když v dubnu 1327 ve Vratislavi složil lenní slib českému králi Janu Lucemburskému.
V roce 1511 uzavřel svobodný a bezdětný Jan II. Dobrý dědickou smlouvu s ratibořským knížetem Valentinem Hrbatým a krnovským knížetem Jiřím Braniborsko-Ansbašským o vzájemném dědění těchto tří knížectví. Proti této smlouvě se ohradila knížata Kazimír II. Těšínský, Fridrich II. Lehnický a český magnát Zdeněk Lev z Rožmitálu, kteří si na Opolsko dělali nároky. V roce 1522 se podařilo Jiřímu Braniborsko-Ansbašskému diplomatickým jednáním dosáhnout situace, kdy se všichni tři výše zmínění vzdali svých nároků. Jediným oponentem této smlouvy tak zůstal nový český král Ferdinand I. Habsburský.

### Druhé Opolsko-ratibořské knížectví (1521–1742)
Po smrti Valentina Hrbatého v roce 1521 bylo Opolsko znovu sjednoceno s Ratibořskem. Ale již roku 1532 Jan II. zemřel a jím vymřela dynastie opolských Piastovců. Dle dědické smlouvy připadlo knížectví Jiřímu Braniborsko-Ansbašskému. V roce 1549 získali Opolsko Habsburkové, kteří jej pak využívali podle potřeby jako zástavu či směnný artikl. Tak například zde epizodně vládli sedmihradská knížata Gábor Bethlen a Zikmund Báthory a také mezi lety 1645–1666 polští Vasovci. V roce 1551 obdržel knížectví ještě nezletilý syn uherského vzdorokrále Jana Zápolského Jan Zikmund se svou matkou Isabelou Jagellonskou. Knížectví ale udrželi jen do roku 1556. Knížectví zaniklo roku 1742 včleněním do Pruského království.